# Dizzy Mizz Lizzy
Dizzy Mizz Lizzy is een Deense alternatieve rockband die in 1988 is gevormd door singer-songwriter en gitarist Tim Christensen, bassist Martin Nielsen en drummer Søren Friis. Tussen 1994 en 1997 was het trio zeer succesvol in Denemarken en Japan en voerden ze de opleving van rockmuziek in Denemarken aan. Christensen zou het succes van de band later als volgt verklaren: "De platen van Dizzy waren een mildere variant van wat in Seattle plaatsvond met een vertraging van twee jaar, en daarom perfect voor Denemarken," waarmee hij verwees naar de grunge-beweging. De groep ging in 1998 uit elkaar, waarna Christensen in 2000 een succesvolle solocarrière begon.
In 2010 maakte de band een reünietour door Denemarken en Japan. Door de onverwachte hoge vraag naar kaartjes voor de optredens en de hoge verkoopcijfers van Live in Concert 2010 dat tijdens deze reünie werd opgenomen, overwoog de band een meer permanente comeback, die eind 2014 werd aangekondigd. De band ging opnieuw op tournee en bracht op 29 april 2016 hun derde studioalbum Forward in Reverse uit, dat alom geloofd werd. Volgens recensenten werd de bend hierdoor opnieuw de meest populaire rockband van Denemarken.

## Geschiedenis

### Doorbraak en carrière (1988–1998)
Dizzy Mizz Lizzy ontstond in 1988 op de Hanssted School in Valby, een wijk van in de Deense hoofdstad Kopenhagen. Christensen en Nielsen waren klasgenoten van elkaar. Nielsen ging de bas bespelen omdat Christensen al gitaar speelde en Friis werd hen aangeraden door een vriend. De naam Dizzy Mizz Lizzy is een eerbetoon aan het door The Beatles gecoverde nummer "Dizzy Miss Lizzy" van Larry Williams, dat verscheen op het album Help!. Ze wonnen de bandcompetitie "Rock Træf" in 1990 en van de 5000 kr prijzengeld (ca. € 700) namen zij een demo op. De band deed daarna mee aan de grootste talentenjacht voor rockmusici in Denemarken, genaamd DM i Rock (Deens Rock Kampioenschap). Hierin behaalden ze in 1991 de vierde plaats en ook in 1992 behaalden ze de finale zonder te winnen, noch de aandacht van een platenlabel te trekken. Met hun derde poging in 1993 won het trio het kampioenschap, waarbij ze de band Kashmir net voorbleven. Andere deelnemers waren Impotators en Inside the Whale. De hoofdprijs bestond onder meer uit een opnamesessie voor een demo met 4 nummers in de Sweet Silence Studios. De nummers "Waterline" en "Silverflame" groeiden via de radio uit tot een grote hit via het Deense radiostation DR P3 en het leverde hun een platencontract op bij EMI. De hoofdprijs behelsde ook een plek in de rondreizende Rock Show '93 en optredens op het L'Europe d'Art d'Art festival in de Franse plaats Niort, de Nordic Rock '93 competitie (die zij ook wonnen) en alle grote Deense zomerfestivals.
In samenwerking met producer Nick Foss bracht de band in 1994 hun debuutalbum Dizzy Mizz Lizzy uit. De plaat werd in Denemarken een groot succes met 220.000 verkochte exemplaren, waarmee dit nog steeds het best verkochte rockalbum ooit is in Denemarken. Bij toeval kwam de cd terecht bij Hans Otto Bisgård van de Japanse divisie van EMI. Hij was erg enthousiast en zorgde dat het album ook in Japan uitkwam, waar ongeveer 100,000 exemplaren werden verkocht. Vijf singles werden een hit: "Silverflame", "Barbedwired Baby’s Dream", "Love Is a Loser's Game", "Glory" en "Waterline". Zij waren het voorprogramma van de Spin Doctors op hun tournee in oktober en november 1994 door Denemarken, Zweden, Noorwegen, Duitsland, Nederland, België, Oostenrijk en Zwitserland. Hierna speelden zij drie uitverkochte shows in Japan in de steden Sapporo, Osaka en Tokio. Het optreden in Osaka op 16 juli 1995 werd opgenomen en alleen in Japan uitgebracht als One guitar, one bass and a drummer, that's really all it takes — Live in Japan. Dizzy Mizz Lizzy speelde in vier opeenvolgende jaren op het Roskilde Festival, van 1993 tot en met 1996. Het optreden in 1994 viel samen met de 20e verjaardag van frontman Tim Christensen, toen hun debuutalbum net de grens van 50.000 verkochte exemplaren had bereikt. Dizzy Mizz Lizzy won in 1995 de Deense Grammy's voor Beste Band, Nieuwkomer van het Jaar, Beste Rockalbum en de Publieksprijs waaraan 25.000 kr (circa 3.350 €) is verbonden om de reiskosten te helpen dekken.
Nick Foss beloofde de band dat als hun debuutalbum een gouden plaat won (destijds gelijk aan 40.000 verkochte exemplaren), zij het volgende album mochten opnemen in de legendarische Abbey Road Studios. Hij hield zich aan zijn belofte en het vervolgalbum Rotator werd opgenomen in dezelfde studio als waar The Beatles dit hadden gedaan. Dit was echter hoofdzakelijk de droom van Christensen; de andere bandleden konden zijn enthousiasme hiervoor niet delen. Het album werd meteen goud toen het op 24 mei 1996 uitkwam maar was niet zo succesvol als het debuutalbum voor wat betreft de kritische respons als de verkopen; zowel in Denemarken als Japan ging het album 100,000 keer over de toonbank. Desondanks werden de singles "11:07 PM" en "Rotator" een hit, won het album de Deense Grammy voor Beste Rockalbum van het Jaar en ging de prijs voor Beste Producer naar Nick Foss. Zij speelden op festivals in Denemarken, Noorwegen en Duitsland en traden in september 1996 op in de Japanse steden Tokio (2x), Sapporo, Osaka, Nagoya and Fukuoka. In Denemarken speelden zij tientallen shows, wat zowel de bandleden als de fans vermoeide.

### Uit elkaar (1998–2009)
Na 5 jaar intensief albums te hebben geproduceerd en tournees te hebben gemaakt, besloten de bandleden in 1997 een sabbatical in te lassen, maar gingen ze op 10 maart 1998 alsnog uit elkaar. Achttien dagen later verscheen in Japan het verzamelalbum The Greatest. Recensenten zouden hun besluit later omschrijven als een moedig besluit om op het hoogtepunt te stoppen, maar de werkelijke reden was dat de drie bandleden allemaal oververmoeid waren geraakt. Hierna begon frontman Tim Christensen met succes aan een solocarrière. Martin Nielsen werd postbode en Søren Friis vrachtwagenchauffeur voor een oliemaatschappij.
Op 29 april 2002 kwam The Best of Dizzy Mizz Lizzy uit met daarbij een live-cd van het optreden in Aarhus op 11 mei 1996. De band heeft in de periode 1998–2009 eenmaal opgetreden, op het benefietconcert Brandalarm, dat op 16 augustus 2006 werd gehouden in de Kopenhaagse concerthal VEGA ten behoeve van muzikanten wier studio afgebrand is. Hier speelden zij ongeveer 20 minuten lang en brachten in die tijd vijf nummers ten gehore ("Thorn in my Pride", "When the River Runs Dry", "Waterline", "Silverflame" en "Glory"). In 2008 merkte Christensen op dat dit een eenmalige gebeurtenis was, maar dat de band in de toekomst uit nostalgie zeker open zou staan voor een reünietournee, zonder de intentie een nieuw album op te nemen.

### Eerste reünie (2009–2010)

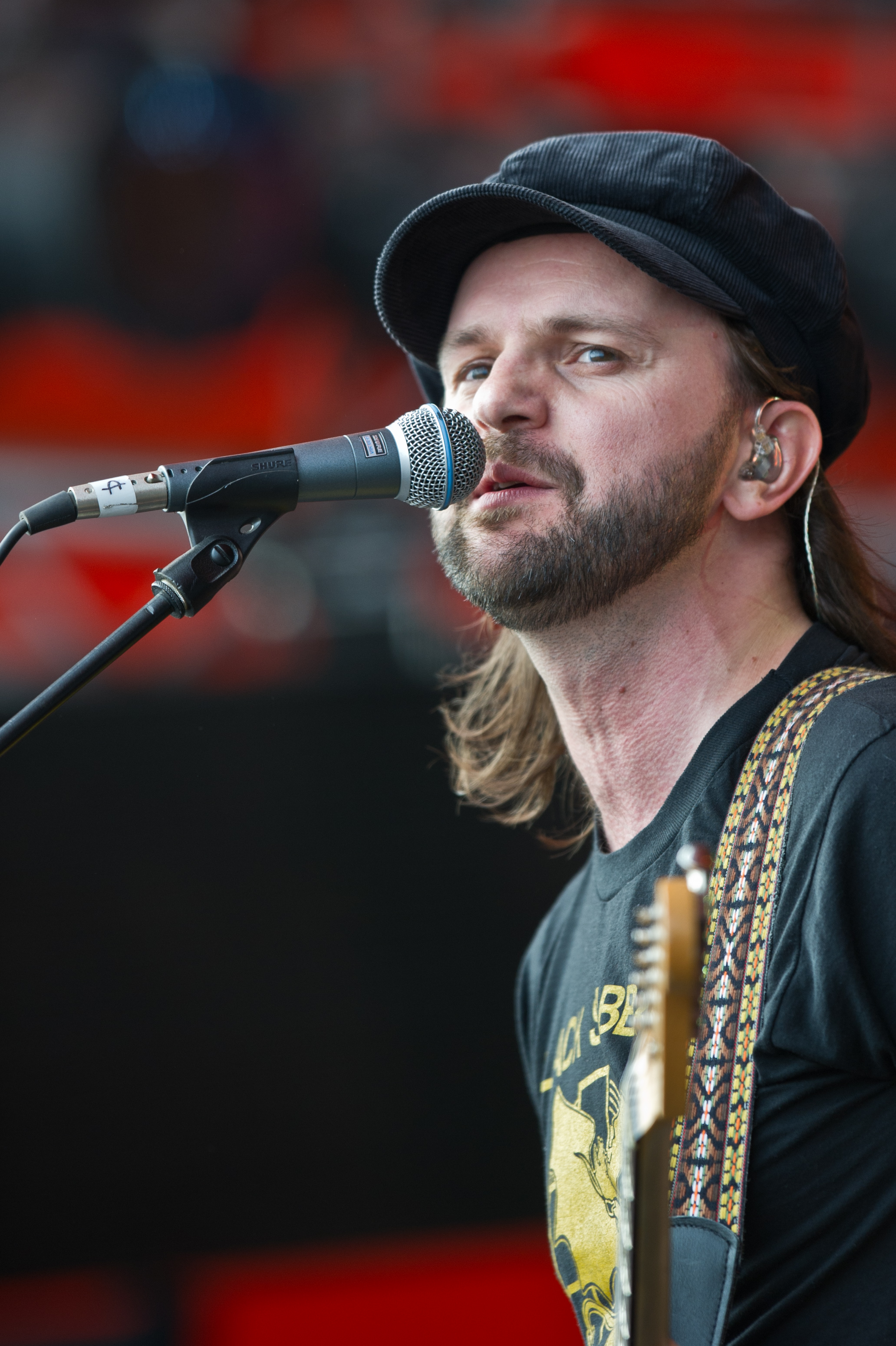
Tim Christensen van Dizzy Mizz Lizzy op het Roskilde Festival in 2010.

Op 15 september 2009 maakte de band hun terugkeer bekend, waarbij in de lente van 2010 een tour gemaakt zou worden met optredens in de Deense steden Odense, Aarhus (2 shows), Aalborg, Esbjerg (2 shows) en Kopenhagen (4 shows). Toen het optreden op 9 april 2010 in de KB Hallen in Kopenhagen uitverkocht was in minder dan 15 seconden en de andere optredens binnen 45 seconden, realiseerden de bandleden zich dat er nog steeds een grote vraag bestond voor optredens. Daarom besloot de band de tour met uit te breiden naar 52 optredens waaronder optredens in Japan in mei en september 2010. Hierdoor is dit een van de succesvolste comebacks in de Deense muziekgeschiedenis. Het optreden op het Roskilde Festival viel dit keer samen met de 36e verjaardag van Christensen. Na een optreden op 29 september 2010 in Tokio is Dizzy Mizz Lizzy definitief gestopt.
Op 29 maart 2010 kwam de 4-cd box set Dizzcography uit waarin alles wat Dizzy Mizz Lizzy heeft uitgebracht is verzameld. Het bevat al hun eerder uitgebrachte werk (de twee studioalbums Dizzy Mizz Lizzy en Rotator en de live-cd Live in Aarhus '96) en een cd The Rest of Dizzy Mizz Lizzy waarop de oorspronkelijke demo uit 1993, twee B-kantnummers en de cd Live in Japan zijn gebundeld. De Deense muziekproducent en dj Morten Breum bracht op 5 april 2010 een remix uit van "Waterline".
Op 8 november 2010 kwam de dubbel-cd/dvd en dubbel-cd/blu-ray uit, getiteld Live in Concert 2010. Het bevat de concertregistratie van twee optredens in de KB Hallen in Kopenhagen op 16 en 17 april en is het eerste Deense optreden dat is opgenomen in full HD. Tevens is hieraan de 80 minuten durende documentaire Lost Inside a Dream: The Story of Dizzy Mizz Lizzy toegevoegd, die op 4 november 2010 in première is gegaan op het internationale documentairefestival van Kopenhagen (CPH:DOX) alwaar het de Politiken Publikumspris (publieksprijs) heeft gewonnen. Het bevat filmbeelden van vroegere shows van Dizzy Mizz Lizzy in de jaren 80 en 90, thuisvideo's van de bandleden, opnames omtrent de reünie in 2009 en de tour die daarop volgde en interviews met de afzonderlijke bandleden. De titel van de documentaire is ontleend aan de eerste regel van het lied Barbedwired Baby's Dream. Het is opgedragen aan Lars Overgaard, die de beide studio-albums van Dizzy Mizz Lizzy opnam, mixte en gemasterd heeft en beide compilaties mede geproduceerd heeft en overleed op 7 augustus 2010. Zowel het concert als de documentaire zijn geregisseerd door de Deense filmmaker Theis Molin. Na hun aanwezigheid bij de première van de documentaire ging de band opnieuw uit elkaar.

### Tussenfase (2010–2014)
Na de reünie verdwenen Nielsen en Friis weer uit de schijnwerpers terwijl Christensen zijn solocarrière voortzette. Op 12 november 2010 bracht EMI de compilatie-cd Big-5: Dizzy Mizz Lizzy uit. Deze maakt deel uit van de Big-5 serie, waarop de beste vijf nummers van iedere artiest die bij EMI Scandinavië is aangesloten zijn verzameld. In dit geval waren alle nummers afkomstig van het debuutalbum van de band. Christensen publiceerde op 25 november 2011 zijn vierde soloalbum, getiteld Tim Christensen and The Damn Crystals. Hij kreeg in interviews nog geregeld vragen over Dizzy Mizz Lizzy. Christensen gaf aan dat hij een week na de laatste show alweer helemaal niet meer aan Dizzy Mizz Lizzy dacht. Op de vraag of de verzoeken om een reünie nu zijn opgehouden, antwoordde Christensen: "Nee, dat niet. Behalve dat men nu niet langer vraagt: 'Komt Dizzy ooit nog weer samen?' maar in plaats daarvan: 'Doen jullie het nog een keer?' En ik sluit die mogelijkheid niet uit, maar het zal niet heel binnenkort zijn. Maar ik heb opgehouden mezelf steeds die vraag te stellen." In 2012 bracht hij The EP Series, Volume 1: Acoustic Covers uit, en speelde een concert ter ere van Paul McCartney samen met Mike Viola, Tracy Bonham en zijn soloband The Damn Crystals in 2012, dat onder de naam Pure McCartney in 2013 op dvd verscheen. Samen met Mads Langer nam hij in 2014 de ep "Side Effects" op, waarvan "Bringing Back Tomorrow" een hit werd. Naar verwachting zou Christensen daarna aan zijn vijfde soloalbum of de tweede editie in The EP Series werken.

### Tweede reünie (2014–nu)
Op 20 oktober 2014 schreef Christensen de afkorting "DML2015" op zijn tijdslijn op Facebook, waarmee hij de tweede reünie van Dizzy Mizz Lizzy aankondigde. Twee dagen later maakten ze ook bekend dat ze nieuwe muziek hadden geschreven en tussen april en mei 2015 zes optredens in Denemarken zouden houden. Op 5 juni 2015 zou de band tijdens een concert toelichten dat ze zich niet als een herenigde band zien, maar als een opnieuw geactiveerde band. De eerste nieuwe single van de band in 19 jaar tijd, getiteld "I Would If I Could but I Can't", werd voor het eerst op 5 januari 2015 via de Deense radiozender DR P3 uitgezonden. Hun eerste optreden in de tweede reünie vond plaats tijdens "Sport 2014", een Deense sportceremonie, waar ze ook hun nieuwe single ten gehore brachten. De tweede single, "Made to Believe", verscheen op 10 April 2015 ter ere van het begin van hun tournee. De band trad onder meer in Denemarken, Nederland (Bospop) en Japan op. Voorafgaand aan de tournee organiseerde de band een proefconcert in een klein poppodium in Valby, waar ze in 1989 hun eerste optreden hadden. De genodigden waren voormalige klasgenoten van de bandleden.
Op 6 november 6 2015 verscheen een biografie over de band onder de naam "Dizzy Mizz Lizzy – en drengedrøm" ("Dizzy Mizz Lizzy – Een jongensdroom") door Jan Poulsen. Een dag later traden ze op bij de uitreikingsceremonie voor de Deense Grammy's, waar Christensen de IFPI Ærespris overhandigd werd, een oeuvreprijs die als de meest prestigieuze prijs wordt beschouwd die aan een Deense muzikant kan worden uitgereikt. Op 12 maart 2016 werd een optreden voor Rockpalast opgenomen. Hun derde studioalbum Forward in Reverse verscheen op 29 april 2016. Het is hun eerste album met nieuw materiaal sinds 20 jaar, na het album Rotator dat op 24 mei 1996 uitkwam. Ter voorbereiding op het uitkomen van het album werd op 1 april 2016 de single "Brainless" uitgebracht. Na het uitbrengen van het album ging de band uitgebreid op tournee, met optredens op festivals en op poppodia in Denemarken en met concerten in Japan, Nederland en Duitsland.
Na de laatste show op 10 juni 2017 in Berlijn onderbrak de band het touren om aan een nieuw album te werken. In de tussentijd bracht de band het live-album Livegasm! op 29 november 2017 in Japan en 8 december in Denemarken uit.
Op 20 maart 2020 verscheen het vierde studioalbum van de band, met de titel Alter Echo.

## Mascotte
Al sinds een vroeg moment in het bestaan van de band is de foto van een jong meisje hun mascotte, die steeds in verschillende uitingsvormen voorkomt. Christensen legt uit: "De foto is van circa 1920. Daarop staat de oudere zus van mijn oma aan mijn moeder's kant. Zij stierf rond een jaar of 12-14 aan tuberculose. Haar echte naam is Vera. Mijn familie heeft twee of drie exemplaren van deze foto in bezit, waarvan er een in mijn appartement hangt. Dezelfde foto hing bij ons thuis en toen we naar een omslag voor ons eerste album (de demo uit 1993) zochten vonden we het een geweldig idee om de foto van haar als een soort mascotte of logo te gebruiken." Op de voorkant van hun demo werd de foto met fluorescerende kleuren bewerkt. De Deense ontwerper MandOverBord gebruikte de foto vervolgens voor het ontwerp voor het debuutalbum van de band en de bijbehorende singles, waarvoor hij het meisje met meer natuurlijke kleuren inkleurde maar ook laserstralen aan haar ogen toevoegde. Op de voorkant van het compilatiealbum The Best of Dizzy Mizz Lizzy uit 2002 werd de mascotte met het ontwerp van het album Rotator gecombineerd. Tijdens de reünie van 2009 werd de mascotte voor promotiemateriaal en op het podium gebruikt en verscheen ze als duotone zwart-wit afbeelding op de voorkant van de Dizzcography box set uit 2010, waarin alle eerdere albums werden opgenomen en waarvan de ontwerpen (inclusief de mascotte) volledig opnieuw getekend werden omdat de oorspronkelijke ontwerpen niet bewaard waren gebleven. De live-dvd Live in Concert 2010 bevat een zwart-wit versie van de oorspronkelijke foto tussen teksten in een ontwerp dat aan een poster voor een theaterstuk doet denken. Sinds de band in 2014 weer bij elkaar is, wordt de mascotte, dit keer in de vorm van een anaglyf, gebruikt op promotiemateriaal, het podium, het studioalbum Forward in Reverse en de bijbehorende singles.

## Materiaal
Voor de reünietour in 2010 vervaardigde Christensen samen met Rasmus Meyer van Carl Martin zijn persoonlijke Dizzy Drive met regelknoppen voor volume, toonhoogte, de hoeveelheid distortion en edge (aanzet in specifieke lage en middentonen). Het is geproduceerd in een oplage van 250 pedalen en is sinds 16 mei 2010 te koop. Het effectpedalenbord van Christensen zag er tijdens de reünietour als volgt uit:
- Boss DD-20 Giga Delay
- Boss RC-2 Loop Station
- Carl Martin Dizzy Drive
- Vox Joe Satriani Big Bad Wah
- Boss TU-2 Chromatic Tuner

## Discografie
| Jaar | Album | Hoogste positie | Verkoop                     | Certificering                            |
| Jaar | Album | DK              | Verkoop                     | Certificering                            |
| ---- | --- | --------------- | --------------------------- | ---------------------------------------- |
| 1994 | Dizzy Mizz Lizzy - Verschenen: 4 maart 1994 - Platenmaatschappij: EMI-Medley - Producent: Nick Foss, Dizzy Mizz Lizzy                                     | ?               | - DK: 220.000 - JP: 100.000 | - DK: 4 Deense Grammy's - DK: 5× Platina |
| 1995 | One guitar, one bass and a drummer, that's really all it takes — Live in Japan - Verschenen: 13 december 1995 - Platenmaatschappij: EMI - Alleen in Japan | —               |                             |                                          |
| 1996 | Rotator - Verschenen: 24 mei 1996 - Platenmaatschappij: EMI-Casadida - Producent: Nick Foss, Dizzy Mizz Lizzy                                             | ?               | - DK: 100.000 - JP: 100.000 | - DK: 2 Deense Grammy's - DK: 2× Platina |
| 1998 | The Greatest - Verschenen: 28 maart 1998 - Platenmaatschappij: EMI - Alleen in Japan                                                                      | —               |                             |                                          |
| 2002 | The Best of Dizzy Mizz Lizzy - Verschenen: 29 april 2002 - Platenmaatschappij: EMI-Casadida - Producent: Nick Foss, Lars Overgaard                        | 4               |                             |                                          |
| 2010 | Dizzcography - Verschenen: 29 maart 2010 - Platenmaatschappij: EMI - Producent: Dizzy Mizz Lizzy, Nick Foss, Flemming Hansson                             | 6               |                             |                                          |
| 2010 | Live in Concert 2010 - Verschenen: 8 november 2010 - Platenmaatschappij: EMI - Producent: Theis Molin                                                     | ?               |                             |                                          |
| 2010 | Big-5: Dizzy Mizz Lizzy - Verschenen: 21 november, 2010 - Platenmaatschappij: EMI                                                                         | —               |                             |                                          |
| 2016 | Forward in Reverse - Verschenen: 29 april 2016 - Platenmaatschappij: Columbia - Producent: Jacob Hansen, Tim Christensen, Nick Foss                       | ?               |                             |                                          |
| 2017 | Livegasm! - Verschenen: 29 november 2017 - Platenmaatschappij: Columbia                                                                                   | ?               |                             |                                          |
| 2020 | Alter echo |                 |                             |                                          |